# Hospital de Sant Jaume (Olot)
L'Hospital de Sant Jaume és una obra d'Olot (Garrotxa) protegida com a bé cultural d'interès local.

## Descripció
L'edifici actual té una església i un gran pati, però no tenen cap interès especial, amb arcades de mig punt a un sol costat. Té una portada renaixentista reformada durant el barroc, molt deteriorada, d'arc de mig punt flanquejat per columnes. Sobre l'arc hi ha una imatge i una decoració que imita un frontó.

## Història
Durant l'Edat Mitjana a Olot ja existia un hospital, situat en els terrenys de la casa de la vila, on també hi havia la pia almoina. L'any 1553, una disposició testamentaria de Miquel Març instituïa el nou hospital construït en un carrer que s'articula en aquell moment. L'hospital nou entrà en servei vers l'any 1567. L'edifici actual té una església i un gran pati sense interès, amb arcades de mig punt a un costat, a més d'una portada renaixentista reformada durant el barroc i malmesa pel temps.